# L'altra faccia del pianeta delle scimmie
L'altra faccia del pianeta delle scimmie (Beneath the Planet of the Apes) è un film del 1970 diretto da Ted Post. È la seconda pellicola ispirata al romanzo Il pianeta delle scimmie scritto nel 1963 dall'autore francese Pierre Boulle, seguito de Il pianeta delle scimmie (1968).

## Trama
L'astronauta americano George Taylor e la sua muta compagna indigena Nova cavalcano lungo la Zona Proibita quando improvvisamente assistono all'apertura di diverse voragini in seguito a delle gigantesche fiammate dal terreno e fulmini. Cercando di capire di che si tratta, Taylor scompare sotto gli occhi di Nova dopo aver toccato una parete rocciosa.
Nel frattempo nella Zona Proibita precipita un'altra navicella spaziale terrestre inviata dagli Stati Uniti alla ricerca dell'Icarus, la nave della  squadra di Taylor. L'unico astronauta che sopravvive allo schianto, Brent, è convinto di essere precipitato in un pianeta alieno anziché sapere di essere finito nel futuro. Lungo la strada Brent incontra Nova, la quale tiene in mano le piastrine identificative di Taylor. Brent si convince quindi che Taylor è ancora vivo e si mette in cammino con Nova, e rimane scioccato alla vista della civiltà di scimmie parlanti quando giungono al villaggio. I due osservano un'assemblea nella quale il Generale Ursus, un gorilla, gestisce una protesta a favore dell'invasione della Zona Proibita, nonostante le obiezioni dell'orango Professor Zaius. Lo scopo di Ursus è di usare la Zona Proibita per organizzare nuovi campi di coltivazione e per scoprire chi ci abiti, in quanto coloro che si sono recati ad esplorarla sono scomparsi. In seguito Brent viene ferito da un soldato gorilla e quindi condotto da Nova alla casa di Zira e Cornelius, una coppia di scimpanzé studiosi che lo medicano e gli raccontano di Taylor.
I due scimpanzé tengono Brent nascosto quando il Professor Zaius viene per riferire che accompagnerà il Generale Ursus durante l'invasione della Zona Proibita. Il giorno seguente, quando Brent e Nova cercano di scappare dalla città delle scimmie, vengono scoperti e catturati dai gorilla. Ursus pensa inizialmente di usare i due umani per il tiro al bersaglio, ma Zira li salva aprendo di nascosto la loro gabbia. Per sfuggire ai gorilla di Ursus, la coppia si nasconde in una grotta che Brent scopre con sgomento trattarsi di una stazione della metropolitana di New York, rendendosi conto di essere finito nel futuro in una Terra postapocalittica. Quando raggiungono le rovine di New York, Brent entra nelle rovine della cattedrale di San Patrizio; dopo aver quasi ucciso Nova per via di un ronzio e di una voce nella sua testa, scopre una società di uomini mutanti con poteri telepatici che venerano una bomba atomica come divinità.
Brent viene interrogato telepaticamente dagli uomini, che minacciano di uccidere Nova se lui non li aiuta a combattere le scimmie. Brent li informa dell'arrivo dell'armata del Generale Ursus. I telepati quindi mandano delle allucinazioni di fuoco e svariati orrori all'esercito di scimmie come avevano fatto con Taylor e Nova all'inizio del film, ma il Professor Zaius scopre che è un'illusione e guida le scimmie nella civiltà sotterranea. Con le scimmie che li stanno per mettere alle strette, i telepati decidono di far detonare la loro "divina" bomba atomica come ultima risorsa.
Al termine di un'ultima seduta religiosa in onore della bomba, i telepati si rimuovono le maschere rivelando i loro volti orribilmente deturpati dalle radiazioni in seguito all'antica guerra nucleare che ha sconvolto la Terra.
Brent viene separato da Nova e rinchiuso in una cella, dove incontra Taylor. Il telepate Ongaro usa poi i suoi poteri telepatici per costringere i due a combattersi fino all'ultimo sangue. Nova riesce a liberarsi, raggiunge la cella e urla: "Taylor!", la prima parola che ha imparato a dire. L'urlo rompe la concentrazione di Ongaro, così Taylor e Brent smettono di combattersi e si avventano sul telepate, uccidendolo. In seguito Brent descrive a Taylor la bomba atomica che i telepati idolatrano, con il simbolo di Alfa e Omega scritto sopra, e Taylor riconosce che si tratta di un vero e proprio Ordigno dell'apocalisse, un'arma che sarebbe in grado di distruggere l'intero pianeta.
Le scimmie invadono la città sotterranea uccidendo Nova per la strada e proseguono per la cattedrale; vengono poi affrontate dal telepate Méndez, il quale attiva il conto alla rovescia per l'esplosione della bomba prima di venir crivellato di colpi. Brent e Taylor cercano di impedire al Generale Ursus di manomettere la bomba, ma Taylor rimane ferito mortalmente e Brent viene colpito a morte non prima di aver ucciso il gorilla. Taylor, a stento ancora in vita, implora Zaius di aiutarlo, ma l'orango rifiuta, insistendo che l'uomo è capace solo di distruggere. Furioso, Taylor sfrutta le sue ultime forze per attivare la bomba, che distrugge la Terra.
(Explicit del film)

## Produzione
Le maschere delle scimmie sono opera di John Chambers, come nel film precedente.

## Accoglienza

### Critica
Poco apprezzato dalla critica, L'altra faccia del pianeta delle Scimmie è, tuttavia, un film di buon livello nel quale la spettacolarità si coniuga bene con una riflessione profondamente pessimistica.»
(Fantafilm)